# Ellison Shoji Onizuka
Ellison Shoji Onizuka   (Kailua, 24 de juny de 1946 - Cap Canaveral, 28 de gener de 1986) fou un astronauta estatunidenc, enginyer de proves de vol de la Força Aèria nord-americana de Kealakekua, Hawaii, que va volar amb èxit a l'espai amb el transbordador espacial Discovery en STS-51-C. Va morir a l'accident del transbordador espacial Challenger el gener del 1986, en el qual servia com a especialista en missió per a la missió STS-51-L. Onizuka va ser el primer asiàtic nord-americà i la primera persona d'origen japonès que va arribar a l'espai.

Fou seleccionat pel programa espacial el 1978, passà un any en entrenaments i fou triat per integrar l'equip de suport a terra de les dues primeres missions del transbordador espacial Columbia. El seu primer viatge a l'espai fou al transbordador Discovery el gener del 1985, a la primera missió de caràcter exclusivament militar del transbordador espacial. Un any més tard formà part de la fatídica missió STS-51-L del transbordador Challenger, que es desintegrà 73 segons després del llançament a causa de la fallada d'una junta tòrica d'un dels dos coets acceleradors sòlids que impulsen el transbordador durant la primera part de l'ascens, fet que provocà la mort dels set tripulants.

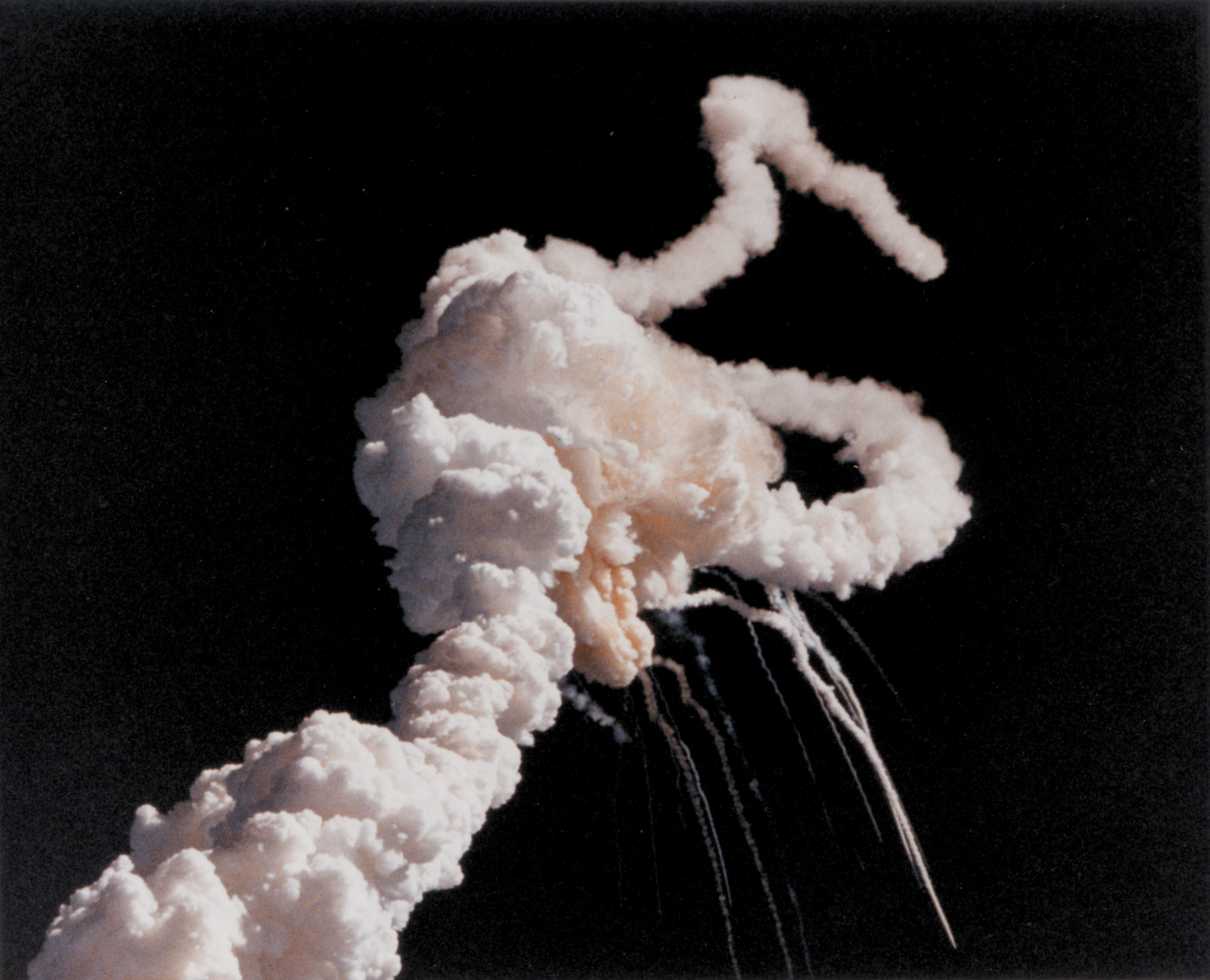
El transbordador espacial Challenger es desintegrà en ple vol